# Římskokatolická farnost Těškovice
Římskokatolická farnost Těškovice je farnost římskokatolické církve v děkanátu Bílovec ostravsko-opavské diecéze.
Farním kostelem je kostel Nanebevzetí Panny Marie v Těškovicích, původně filiální kaple vystavená v novogotickém slohu, k níž byla v letech 1974–1976 přistavěna věž.

## Historie
Těškovice patřily odedávna k farnosti Pustá Polom a dlouho neměly ani vlastní bohoslužebný stánek. Teprve roku 1814 byla postavena první dřevěná kaple a po jejím zničení požárem roku 1858 pak kaple zděná (1863–1866). Již tehdy existovaly plány na zřízení samostatné duchovní správy v Těškovicích, které se však mohly realizovat až po přistavění sakristie roku 1903 a výstavbě farní budovy roku 1902. 28. listopadu 1909 byla konečně zřízena samostatná farnost a od 1910 zde působil první farář Antonín Ryšavý.
V roce 1930 žilo ve farnosti 746 obyvatel, z čehož 731 (98 %) se přihlásilo k římskokatolickému vyznání.
V současnosti (2018) farnost spravuje excurrendo slatinský farář .P. PaedDr. Mgr. Piotr Marek Kowalski, Ph.D.
Farnost byla nejprve součástí hradeckého děkanátu, od roku 1952 bíloveckého děkanátu a od 1. ledna 1963 hlučínského děkanátu. Spolu s nimi náležela do roku 1996 k arcidiecézi olomoucké, od uvedeného roku pak k nově vytvořené diecézi ostravsko-opavské. Nověji byla přidělena zpět k bíloveckému děkanátu, kde se nachází farnost Slatina u Bílovce, s níž je farnost Těškovice organizačně spojena.

## Bohoslužby
| Kostel                         | Místo     | Bohoslužba (den)                  | Hodina               | Poznámka     |
| ------------------------------ | --------- | --------------------------------- | -------------------- | ------------ |
| kostel Nanebevzetí Panny Marie | Těškovice | úterý čtvrtek pátek sobota neděle | 7.00 17.00 7.00 9.15 | farní kostel |